# محمد مسفر القحطاني
محمد مسفر القحطاني (6 أكتوبر 1982 -)، ممثل سينمائي ومسرحي سعودي. من سكان مدينة الدمام في المنطقة الشرقية، له تجارب مسرحية مع الجمعية العربية السعودية للثقافة والفنون، وشارك في العديد من المسلسلات والأفلام السينمائية، من أبرزها مسلسل «أم القلايد»، ومسلسل «خيوط المعازيب».

## أعماله

### المسلسلات
- أم القلايد (2020).
- العيلة 1 (2021).[2]
- منهو ولدنا (2022).
- مشراق (2022).
- الزاهرية (2022).[3]
- من هو ولدنا 2 (2023).[4]
- خيوط المعازيب (2024).
- ثانوية النسيم (2024).[5]
- الخطة ب (2024).[6]
- يوميات رجل عانس (2025).[7]

### الأفلام
- السحور الأخير - إخراج بدر الحمود.
- كاميرا ماهر - إخراج منصور البدران.
- داكن (2010) - إخراج بدر الحمود.
- مونوبولي (2011) - إخراج بدر الحمود.
- الإتصال الأخير (2011) - إخراج بدر الحمود.
- التطوع الأخير (2011) - إخراج بدر الحمود.
- سيل - إخراج بدر الحمود.
- شارك في برنامج عرض على اليوتيوب بعنوان لا يكثر - سلسلة مايبونا نصوم.
- راعي الأجرب (2023). فيلم قصير.

### المسرحيات
- حبل غسيل (2016).[8][9]